# Seznam vítězů diamantové ligy ve skoku do výšky
Toto je seznam vítězů diamantové ligy ve skoku do výšky.

## Celkoví vítězové
| Muži                 | Muži              |
| -------------------- | ----------------- |
| Diamantová liga 2010 | Ivan Uchov        |
| Diamantová liga 2011 | Jesse Williams    |
| Diamantová liga 2012 | Robert Grabarz    |
| Diamantová liga 2013 | Bohdan Bondarenko |
| Diamantová liga 2014 | Mutaz Essa Baršim |
| Diamantová liga 2015 | Mutaz Essa Baršim |
| Diamantová liga 2016 | Erik Kynard       |
| Diamantová liga 2017 | Mutaz Essa Baršim |
| Diamantová liga 2018 | Brandon Starc     |
| Diamantová liga 2019 | Andrij Procenko   |
| Diamantová liga 2020 | bez vítěze        |
| Diamantová liga 2021 | Gianmarco Tamberi |
| Diamantová liga 2022 | Gianmarco Tamberi |
| Diamantová liga 2023 | U Sang-hjok       |
| Diamantová liga 2024 | Gianmarco Tamberi |
| Diamantová liga 2025 | bude oznámeno     |

| Ženy                 | Ženy                  |
| -------------------- | --------------------- |
| Diamantová liga 2010 | Blanka Vlašičová      |
| Diamantová liga 2011 | Blanka Vlašičová      |
| Diamantová liga 2012 | Chaunté Loweová       |
| Diamantová liga 2013 | Světlana Školinová    |
| Diamantová liga 2014 | Marija Kučinová       |
| Diamantová liga 2015 | Ruth Beitiaová        |
| Diamantová liga 2016 | Ruth Beitiaová        |
| Diamantová liga 2017 | Marija Lasickeneová   |
| Diamantová liga 2018 | Marija Lasickeneová   |
| Diamantová liga 2019 | Marija Lasickeneová   |
| Diamantová liga 2020 | bez vítěze            |
| Diamantová liga 2021 | Marija Lasickeneová   |
| Diamantová liga 2022 | Jaroslava Mahučichová |
| Diamantová liga 2023 | Jaroslava Mahučichová |
| Diamantová liga 2024 | Jaroslava Mahučichová |
| Diamantová liga 2025 | bude oznámeno         |